# 越南胡颓子
越南胡颓子（学名：Elaeagnus tonkinensis），为胡颓子科胡颓子属下的一个植物种。种加名 tonkinensis 意为越南“东京的”。